# Саут Парк: По-голям, по-дълъг и по-необрязан
„Саут Парк: По-голям, по-дълъг и по-необрязан“ (на английски: South Park: Bigger, Longer & Uncut) е щатска анимация за възрастни от 1999 г., базирана на анимационния ситком „Саут Парк“, създаден от Трей Паркър и Мат Стоун, които също са продуценти, сценаристи и озвучители на филма, докато Паркър е единствено режисьор на филма. Освен че Паркър и Стоун озвучават всички мъже и деца във филма, по озвучаването работят и Мери Кей Бъргман, Айзък Хейс, Джордж Клуни, Ерик Айдъл и Майк Джъдж.
Премиерата на филма се състои в „Китайския театър на Грауман“ на 23 юни 1999 г. и е пуснат по кината в Северна Америка на 30 юни 1999 г. от Paramount Pictures, докато Warner Bros. Pictures поддържа световните права за разпространение. Филмът получава генерално позитивни отзиви от критиците, които хвалят сюжета, саундтрака, хумора и музиката. Продуциран с бюджет от 21 млн. щ.д., печели 83,1 млн. щ.д. в световен мащаб, което го прави най-високобюджетния анимационен филм с рейтинг R през 2016 г. На 72-рата церемония по връчването на наградите „Оскар“ песента Blame Canada е номинирана за най-добра оригинална песен, но губи от песента на Фил Колинс – You'll Be in My Heart, от анимационния филм на Дисни – „Тарзан“.

## Актьорски състав
| Роля | Актьор                                          |
| --- | ----------------------------------------------- |
| Стан Марш Ерик Картман Грегъри Сатаната Господин Гарисън Господин Маки Филип Найлс Аргайл Ранди Марш Клайд Донован Том, репортер на новини Джуджето по бикини Бил Клинтън Канадският посланик Канадски бомбардировачи Генерал на армията Нед Герблански Кристоф Къртицата Големият гей Ал (вокал) Адолф Хитлер Други гласове | Трей Паркър                                     |
| Кайл Брофловски Кени Маккормик (скрит по качулката) Саддам Хюсеин (кредитиран като „Себе си“) Терънс Хенри Стут Големият гей Ал Продавач на билети в киното Стюарт Маккормик (баща на Кени) Джимбо Кърн (чичо на Стан и брат на Ранди) Джералд Брофловски (баща на Кайл) Бътърс Сточ Американският посланик Други гласове    | Мат Стоун                                       |
| Шийла Брофловски (майка на Кайл) Лейн Картман (майка на Ерик) Шарън Марш (майка на Стан) Каръл Маккормик (майка на Кени) Уенди Тестабъргър Клитора Други гласове | Мери Кей Бъргман                                |
| Шеф Джеръми Макелрой | Айзък Хейс                                      |
| Айк Брофловски | Джеси Хоуъл Антъни Крос-Томас Франческа Клифърд |
| Мъж в киното | Брус Хоуъл                                      |
| Жена в киното | Деб Адайър                                      |
| Бийб Стивънс | Дженифър Хоуел                                  |
| Доктор Гоуч | Джордж Клуни                                    |
| Конан О'Брайън | Брент Спайнър                                   |
| Брук Шийлдс | Мини Драйвър                                    |
| Братята Болдуин | Дейв Фоли                                       |
| Доктор Воскнокър, представителят на чипа „В“ | Ерик Айдъл                                      |
| Канадски пилот | Ник Роудс                                       |
| Уинона Райдър | Тоди Е. Уолтърс                                 |
| Американски войник 1 | Стюарт Копланд                                  |
| Американски войник 2 | Стенли Савински                                 |
| Кени Маккормик (без качулка) | Майк Джъдж                                      |
| Грегъри (вокал) | Хауърд Макгилин                                 |